# Charnay (Doubs)
Charnay ist eine französische Gemeinde mit 471 Einwohnern (Stand: 1. Januar 2022) im Département Doubs in der Region Bourgogne-Franche-Comté.

## Geographie
Charnay liegt auf 360 m, etwa 13 Kilometer südsüdwestlich der Stadt Besançon (Luftlinie). Das Dorf erstreckt sich im Jura, auf dem Plateau westlich des Tals der Loue, die hier in einem Bogen weit nach Norden ausgreift, östlich der Höhe des Mont de Cessey.
Die Fläche des 5,66 km² großen Gemeindegebiets umfasst einen Abschnitt des französischen Juras. Begrenzt wird das Gebiet im Osten durch die Loue, die sich mit gewundenem Lauf in einem Tal bewegt, das ungefähr 80 m tief in die umgebenden Plateaus eingeschnitten ist. Die steilen Hänge sind an einigen Orten von Kalkfelswänden durchzogen. Der flache Talboden weist eine Breite von rund 500 m auf. Nach Westen erstreckt sich das Gemeindeareal auf das angrenzende Plateau von Charnay, das durchschnittlich auf 370 m liegt und teils von Wiesland, teils von Wald bestanden ist. Im Nordwesten reicht das Gebiet auf den von der Loue umflossenen Höhenrücken des Bois du Faulet, auf dem mit 484 m die höchste Erhebung von Charnay erreicht wird. 
Nachbargemeinden von Charnay sind Chenecey-Buillon im Norden und Osten, Courcelles und Palantine im Süden sowie Cessey im Westen.

## Bevölkerung
| Jahr                       | 1962 | 1968 | 1975 | 1982 | 1990 | 1999 | 2016 |
| Einwohner                  | 79   | 85   | 197  | 381  | 421  | 429  | 476  |
| Quellen: Cassini und INSEE |      |      |      |      |      |      |      |

Mit 471 Einwohnern (Stand 1. Januar 2022) gehört Charnay zu den kleinen Gemeinden des Départements Doubs. Nachdem die Einwohnerzahl in der ersten Hälfte des 20. Jahrhunderts abgenommen hatte (1886 wurden noch 139 Personen gezählt), wurde seit Beginn der 1970er Jahre ein markantes Bevölkerungswachstum verzeichnet. Seither hat sich die Einwohnerzahl verfünffacht.

## Wirtschaft und Infrastruktur
Charnay war bis weit ins 20. Jahrhundert hinein ein vorwiegend durch die Landwirtschaft (Ackerbau, Obstbau und Viehzucht) und die Forstwirtschaft geprägtes Dorf. Daneben gibt es heute einige Betriebe des lokalen Kleingewerbes. Mittlerweile hat sich das Dorf auch zu einer Wohngemeinde gewandelt. Viele Erwerbstätige sind Wegpendler, die in den größeren Ortschaften der Umgebung ihrer Arbeit nachgehen.
Die Ortschaft liegt abseits der größeren Durchgangsstraßen an einer Departementsstraße, die von Chenecey-Buillon nach Courcelles führt. Eine weitere Straßenverbindung besteht mit Cessey.